# Ấu tàu
Củ Ấu tàu, ấu tẩu, Ô đầu hay còn gọi là củ ấu tàu, là rễ củ của cây Ô đầu (tiếng Trung: 烏頭; bính âm: Wūtóu); tên khoa học là Aconitum fortunei, thuộc họ mao lương Ranunculaceae được xếp vào danh sách thuốc độc bảng A, nhưng cũng là một vị thuốc quý đứng thứ 4 trong "tứ đại danh dược" (sâm, nhung, quế, phụ) sau khi được bào chế cẩn thận.

## Phân bố
Cây thường mọc hoang ở các vùng núi cao biên giới phía Bắc Việt Nam bao gồm các tỉnh Lào Cai, Tuyên Quang, Hà Giang, Nghĩa Lộ, Cao Bằng, Bắc Kạn và các tỉnh miền núi Trung Quốc.

## Đặc điểm
Ô đầu là cây thuốc có độc, tất cả các phần của cây đều chứa chất gây độc, nhiều nhất là ở củ. Củ ấu tàu rất độc, lượng độc của củ ấu tẩu có thể làm cho người tê cứng chân tay, tắc nghẽn mạch máu, đông máu và chết.
Ấu tàu mọc trên cạn và chỉ có ở vùng núi cao. Lá tựa như lá ngải cứu, chia thành ba thuỳ, có răng cưa ở nửa trên. Rễ củ hình nón, mọc thành chuỗi, có củ cái, củ con. Dưới thân cây, rễ cái phình thành củ giống như củ đậu, gọi là củ mẹ. Cạnh cổ rễ cái, mọc ra những củ con. Trên đầu củ con có một búp mang lá ngầm. Sau khi cây nở hoa, củ mẹ sẽ héo và tiêu dần. Củ mẹ thường nhẹ, rỗng, ở giữa màu xám; củ con thì nặng, chắc hơn và lõi màu vàng.
Trong dược thư Việt Nam, củ nhỏ được gọi là phụ tử, còn củ lớn được gọi là ô đầu. Phụ tử có độc tính kém hơn ô đầu..

## Thành phần
Thành phần hóa học của ấu tàu chủ yếu là aconitin, có độc tính cao, thuộc loại thuốc độc bảng A. Độc tính của aconitin rất mạnh: Chỉ cần một liều 0,02 – 0,05 mg cho 1 kg thể trọng là có thể gây chết người. Do cực độc nên trước đây một số người đã dùng nước của loại củ này tẩm vào đầu mũi tên khi săn thú rừng, kể cả voi.

## Tác dụng
Theo y học dân tộc, ô đầu vị cay tê, tính rất nóng, rất độc, có tác dụng trợ dương bổ hoả, trừ phong hàn, táo thấp. Trong đông y, ô đầu được dùng để chữa các chứng phong tê, chân tay nhức mỏi, tê bại.... Thường chỉ dùng làm thuốc uống khi đã qua chế biến cẩn thận và được dùng với liều nhỏ, có sự chỉ định và theo dõi thận trọng của thầy thuốc. Tây y dùng làm thuốc ho, chứng ra mồ hôi nhiều.

## Cháo ấu tàu
Cháo Ấu tàu từ lâu được xem là đặc sản của Hà Giang, người dân trong vùng gọi đây là "cháo độc dược" hay "cháo chết người". Theo những người dân ở đây, khi được chế biến thành cháo, ăn vào không chết người mà còn khiến cơ thể các đấng nam nhi hồi phục năng lực phòng the...? .
Ngày nay món cháo đặc sản này đã có mặt ở nhiều vùng ở Việt Nam. Tại Thành phố Hồ Chí Minh, nhiều con phố đã bày bán loại cháo này, như trên đường Quang Trung (quận Gò Vấp), đường Cộng Hòa (quận Tân Bình).
Củ ấu tẩu có độc nhưng qua kinh nghiệm chế biến khéo léo của người dân Tây Bắc đã trở thành nguyên liệu của món cháo ngon và có ích cho sức khỏe. Theo họ thì:"thông thường cháo ấu tẩu phải nấu trong nồi cơm điện từ 5 giờ chiều ngày hôm trước cho đến 6 giờ sáng ngày hôm sau mới được, nếu nấu bằng bếp củi thì phải ninh với thời gian lâu hơn. Phải nấu lâu như vậy là để khử độc tố có trong củ ấu. Muốn biết cháo ăn được hay chưa thì chỉ có một cách duy nhất là nếm cháo. Khoảng vài phút sau khi nếm cháo, nếu cảm nhận đầu lưỡi tê cứng, máu đông cứng lại... thì có nghĩa là ấu tẩu chưa hết độc".
Khi du lịch ở các tỉnh vùng Tây Bắc như Tuyên Quang, Hà Giang, Cao Bằng, Lào Cai, Lai Châu..., du khách thường được giới thiệu có món cháo đặc sản ấu tẩu ăn vào có lợi cho sức khỏe. Ở các chợ của vùng này, củ ấu tẩu cũng được bán để ai có nhu cầu thì mua về tự chế biến.
Thực ra tên gọi phổ biến với nhiều người là "cháo ấu tẩu" chứ ít khi gọi cháo ấu tàu.
Và nhắc tới cháo ấu tẩu thì nơi có bán món này (chế biến + phục vụ chuyên nghiệp, tức là các nhà hàng chỉ bán riêng một món cháo làm từ củ ấu tẩu, chứ không bán kèm các món ăn hỗn hợp, thập cẩm khác) đó chính là ở tỉnh Hà Giang.
Tại tỉnh Hà Giang thì 2 nơi có nhiều nhà hàng cháo ấu tẩu là TP Hà Giang và tt. Đồng Văn thuộc tỉnh Hà Giang.
Ở những nơi khác như Cao Bằng, Lạng Sơn hoặc Lào Cai... bây giờ muốn tìm một quán cháo ấu tẩu rất khó khăn. Tuy nhiên tại Hà Giang lại rất sẵn.

## Khuyến cáo
"...Nếu món ăn có củ ấu tàu chế biến chưa đúng cách sẽ gây ngộ độc. Sau khi ăn, aconitin ngấm rất nhanh qua niêm mạc dạ dày, ruột để vào máu gây nên các triệu chứng tê miệng lưỡi, nói khó, tê mỏi chân tay, chuột rút, đau đầu, nhìn mờ, buồn nôn, nôn, tiêu chảy, nặng hơn có thể liệt cơ hô hấp, loạn nhịp tim, hạ huyết áp… Nếu không được điều trị kịp thời thì bệnh nhân sẽ có nguy cơ tử vong"_Thạc sĩ, bác sĩ Vũ Đức Định, trưởng khoa Hồi sức tích cực, Bệnh viện E Trung ương).
"...Củ ấu tàu là một cây thuốc trong Y học cổ truyền, Đông y. Thực tế, ấu tẩu được sử dụng rất rộng rãi, đặc biệt được sử dụng trong bài thuốc "Bát vị quế phụ". Tác dụng của củ ấu Tàu cũng đã được ghi trong các sách cổ. Tác dụng chính của ấu tàu có thể sử dụng trong bài thuốc bổ dương". Và "...Không tin dùng ấu tàu như lời đồn đoán, chỉ nên dùng một lượng nhỏ và theo sự chỉ dẫn của thầy thuốc. Tuy nhiên, phải là những thầy thuốc chắc tay nghề mới dám sử dụng ấu tàu trong bài thuốc chữa bệnh."_PGS.TS Nguyễn Duy Thuần, phó giám đốc Học viện Y dược học cổ truyền Việt Nam.
"Khi dùng các chế phẩm thuốc có thành phần là củ ấu tàu phải hết sức thận trọng và theo đúng hướng dẫn của thầy thuốc. Không tự chế biến củ ấu tàu làm thức ăn "tăng lực", "bổ dưỡng" nếu không có kinh nghiệm chế biến. Các loại rượu ngâm ấu tàu dùng để xoa bóp nên dán nhãn rõ ràng, cất giữ nơi an toàn, xa tầm tay trẻ em và để tránh nhầm lẫn khi sử dụng"_Bộ Y tế, Báo Sức khoẻ và Đời Sống.

## Xử lý khi bị ngộ độc
Khi có biểu hiện ngộ độc củ ấu tàu, có thể gây nôn nếu người bệnh còn tỉnh táo, mới ăn trong khoảng một giờ đầu, cho bệnh nhân uống nước sạch 200ml – 300ml để dễ nôn, sau đó nhanh chóng đưa đến cơ sở y tế gần nhất để xử trí. Tuyệt đối không giữ người bị ngộ độc ở nhà để tự theo dõi hoặc điều trị theo mách bảo, sẽ dẫn đến nguy hiểm có thể tử vong nhanh chóng do liệt cơ hô hấp hoặc loạn nhịp tim.